# 施波尔尼茨
施波尔尼茨是德国梅克伦堡-前波美拉尼亚州的一个市镇。总面积48.81平方公里，总人口1373人，其中男性718人，女性655人（2011年12月31日），人口密度28人/平方公里。